# Ku (empereur)
Cette page contient des caractères spéciaux ou non latins. S’ils s’affichent mal (▯, ?, etc.), consultez la page d’aide Unicode.
Pour les articles homonymes, voir Ku.
Ku 嚳 ou Diku 帝嚳 (empereur Ku) est un souverain mythique de l’antiquité chinoise, l’un des Cinq empereurs. Descendant de Huangdi par son fils Xuanxiao (1), son père s’appelait Jiaoji (2) et sa mère venait du clan Chenfeng (3). Son nom de famille était Ji (4), son nom personnel Jun (5), son nom de clan Gaoxin (6). 
Selon certains glosateurs du Shangshu, il aurait été choisi comme successeur par son oncle Zhuanxu, tout comme celui-ci fut choisi en son temps par son oncle Shaohao. Souverain idéal, il vécut au Henan, d’abord à Shangqiu (7) dans le pays de Youxin (8) près de Puyang, puis établit sa capitale à Bo (9) près de Yanshi (10). Après 70 ans de règne il fut enterré à Qiushan (11) près de Puyang. 
D’une femme nommée Changyi (12) il eut Zhi (13), qui hérita du trône avant de le laisser à Fangxun (14) né de Qingdu (15), le futur empereur Yao.
Il est aussi présenté comme ancêtre des Zhou et des Shang. Les premiers, qui portaient le même nom de famille que lui (Ji 姬), proviendraient de la branche de Qi (16) ou Houji (17), fils de sa première épouse Jiangyuan (18), les seconds de celle de Xie (19), fils de Jiandi (20), épouse secondaire.
(1) 玄囂 (2) 蟜極 (3) 陳鋒氏 (4) 姬 (5) 俊 (6) 高辛氏 (7) 商丘 (8) 有辛 (9) 亳 (10) 偃師 (11) 秋山 (12) 常儀 (13) 摯 (14) 放勛 (15) 慶都 (16) 棄 (17) 後稷 (18) 姜原 (19) 契 (20) 簡狄